# ガブリエウ・ボシリア
ガブリエウ・ボシリア（ポルトガル語: Gabriel Boschilia、1996年3月5日 - ）は、ブラジル生まれのサッカー選手。ポジションはミッドフィールダー。

## クラブ歴
サンパウロ州ピラシカーバに生まれ、同州のサンタ・バールバラ・ドエステで育ち、隣町のグアラニFCの下部組織に在籍した。2012年11月にサンパウロFCに3年契約で移籍。当初は移籍金が明らかになっていなかったが、後に移籍金は60万レアル、違約金は32万レアルである事が判明した。2014年1月22日にトップチームで初出場.。3月6日には2019年3月まで契約を延長した。4月20日にカンピオナート・ブラジレイロ・セリエA初出場。
2015年8月10日にリーグ・アンのASモナコに5年契約で移籍、その移籍金は900万ユーロともされている。2016年1月11日に同年夏までの契約でスタンダール・リエージュに期限付き移籍した。
2020年1月28日、SCインテルナシオナルに2年契約で移籍した。

## 代表歴
2013年7月9日にブラジルU-17代表として2013 FIFA U-17ワールドカップに臨むメンバーに招集された。6得点をあげる活躍を見せたが、ブラジルは準決勝で敗退、得点王となったヴァルミール・ベリシャの7点にもあと1点で届かなかった。

## タイトル
モナコ
- リーグ・アン: 2016-17